# Тереза Брандль
Тереза «Розі» Брандль (нім. Therese «Rosi» Brandl; 1 лютого 1902, Штаудах-Егерндах, Німецька імперія — 28 грудня 1948, Краків, Польща) — наглядачка німецьких концентраційних таборів.

## Біографія
У березні 1940 року Брандль поступила на навчання в концтабір Равенсбрюк. У березні 1942 року вона була переведена в Аушвіц. Спершу Брандль працювала у пральні, але незабаром піднялася на посаді до наглядача і стала працювати під керівництвом Марго Дрешель і Марії Мандль.Вона брала участь у відборі жінок і дітей в газові камери, била, а також жорстоко знущалася над ув'язненими, включаючи дітей. Один з в'язнів, італієць Андреас Ларінджакос з Клеса, пізніше згадував: «Під час перебування в таборі доктор Менгеле брав у мене кров багато разів. У листопаді 1944 року всі діти були переведені в циганський табір А. Коли нас перераховували, один з нас пропав. Тоді Мандль, керуюча жіночим табором, і її помічниця Брандл вигнали нас на вулицю о першій годині ночі і змусили стояти там на морозі до полудня наступного дня». У листопаді 1944 року, з наближенням Червоної армії, Тереза Брандль була направлена в підтабір Дахау в Мюльдорфі, разом з Марією Мандль, а також була знижена на посаді. 27 квітня 1945 року Брандль втела з табору незадовго до прибуття туди армії США.
29 серпня 1945 року армія США заарештувала Терезу в баварських горах на території Бергена. Брандль була ув'язнена в таборі для очікування суду. У листопаді 1947 року вона постала перед польським судом у Кракові разом з Гільдегард Лехерт, Марією Мандль, Луїзою Данцев і Алісою Орловскі. 22 грудня 1947 року на Аушвіцькому процесі Брандль була визнана винною у відборі в'язнів для відправки в газові камери і засуджена до смертної кари. 28 січня 1948 року Тереза Брандль була повішена в краківській в'язниці.

## Нагороди
- Хрест Воєнних заслуг 2-го класу (літо 1943) - «за бездоганну службу».[1]